# Acidi grassi essenziali
Gli acidi grassi essenziali (o  EFA, dall'inglese Essential Fatty Acids) sono quegli acidi grassi che l'essere umano, così anche come altri animali, deve introdurre attraverso la dieta per mantenere l'organismo in buone condizioni di salute. Questi acidi grassi sono necessari all'organismo, che non è in grado di sintetizzarli; Sono due: l'acido linoleico e l'acido α-linolenico.

## Struttura chimica
Gli acidi grassi sono idrocarburi a catena discontinua e  lineare in possesso di un gruppo carbossilico (COOH) ad una estremità. Il carbonio accanto al carbossilato è noto come α (alfa), il carbonio successivo come β (beta), e così via. Poiché gli acidi grassi biologici possono essere di diverse lunghezze, l'ultima posizione è etichettata come "ω" (omega), ultima lettera dell'alfabeto greco. Un esempio della struttura chimica di un acido grasso libero è:

## Classificazione
Gli acidi grassi essenziali sono classificati in:
- omega-3: quando l'ultimo doppio legame è presente sul terzo carbonio a partire dalla fine (ad esempio acido α-linolenico C 18:3);
- omega-6: quando l'ultimo doppio legame è presente sul sesto carbonio a partire dalla fine (ad esempio acido linoleico C 18:2);

## Esempi
Gli acidi grassi essenziali più importanti sono l'acido α-linolenico (appartenente al gruppo degli omega 3) e l'acido linoleico (appartenente al gruppo degli omega 6).

Furono definiti vitamina F quando, al tempo della loro scoperta nel 1923, se ne intuì la loro importanza a livello nutrizionale. Nel 1930 essi furono classificati come acidi grassi, più che come vitamine.
In cosmetica questa pseudovitamina F viene definita spesso "fattore vitageno".